# Economia di Torregrotta
L'economia di Torregrotta è stata storicamente dominata dall’agricoltura. Sin dall’antichità ha costituito la principale fonte di sostentamento per i torresi, ai quali fu associata una caratterizzazione di comunità prettamente agricola che si ritrova espressa anche nello stemma comunale.
Nel corso del XX secolo le attività legate alla terra hanno subito un sostanziale declino in favore prima dell'industria estrattiva e di trasformazione dell'argilla e successivamente del settore terziario.

## Agricoltura
Le prime colture di cereali, viti, ulivi e alberi da frutto furono introdotte in già in epoca romana, dopo l'opera di disboscamento, mentre nel IX secolo, sotto il dominio arabo, vennero per la prima volta coltivate le sbergie.
Nel corso del XVI e XVII secolo, ai tradizionali frutteti ed alle coltivazioni vallive di frumento e maggese si sostituirono ampie estensioni di vigna. Inoltre, gli oliveti diffusi nei terreni argillosi delle colline furono affiancati da alberi di gelso le cui foglie servivano per allevare i bachi da seta utilizzati nella produzione della seta.

Carri riempiti di patate presso lo scalo merci dell’antica stazione di Torregrotta negli anni sessanta del novecento

Nel XIX secolo, le attività agricole furono riorganizzate dalla nuova borghesia torrese che avviò lo sfruttamento intensivo delle campagne e bonificò le aree acquitrinose adiacenti la costa proseguendo nella coltivazione della vigna in pianura e da oliveti e gelseti sulle colline.
Negli anni cinquanta del novecento fu introdotta la coltivazione della patata primaticcia che in breve tempo divenne la più significativa e diffusa coltura torrese, destinata in larga parte al commercio estero.
Tuttavia sul finire del secolo scorso iniziò il declino della patata torrese rappresentando un duro colpo per tutto il settore agricolo che si trasformò, per la maggior parte dei coltivatori, in un’attività economica secondaria. Ciò fu principalmente dovuto alle mutate condizioni di mercato che resero la patata torrese poco competitiva e, in parte, all’espansione edilizia dell’abitato che ne aveva ridotto le superfici coltivabili.
Dagli anni novanta l'attività agricola costituisce meno del 15% dell'occupazione lavorativa a Torregrotta e 
anche la superficie agricola utilizzata (SAU) si è ridotta da 264,03 ettari nel 1970 a 191,33 ettari nel 2010, corrispondenti al 46,3% dell'intero territorio comunale, suddivisi in 74 aziende agricole. Queste ultime hanno in prevalenza delle dimensioni medio-piccole, nella maggior parte dei casi sono gestite da coltivatori diretti e utilizzano tecniche di coltivazione tradizionali. Ciò è derivato dalla elevata suddivisione dei terreni agricoli, tipica di tutto il contesto provinciale, che limita il ricorso alla meccanizzazione agraria.

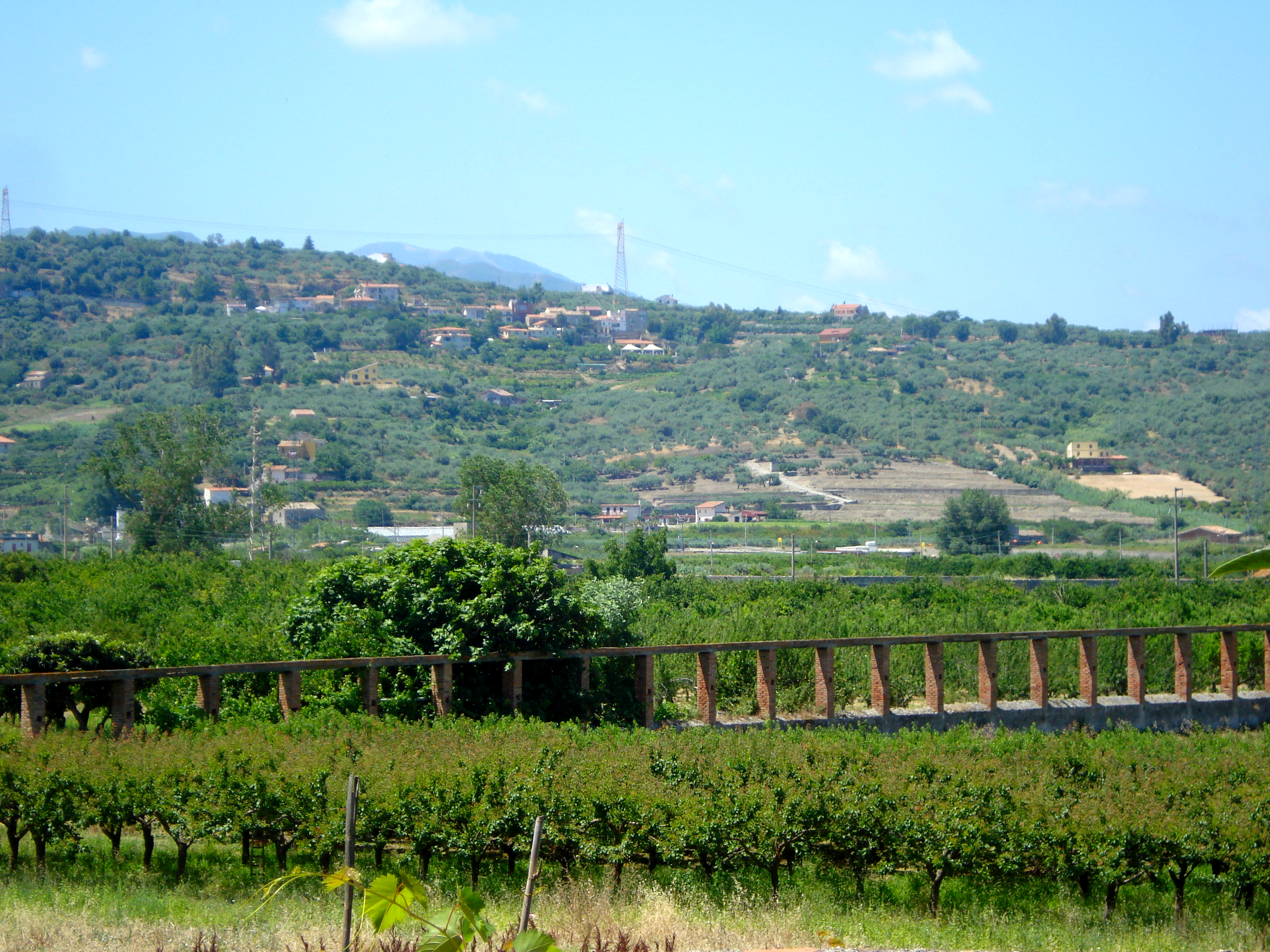
Un vigneto torrese

Comparto principale dell'agricoltura torrese è l'orticoltura: durante l'anno solare vengono alternate le piantagioni di pomodori e melanzane con la coltivazione della patata primaticcia (cultivar Sieglinde) o di altri ortaggi.
La coltivazione della smergia, peculiare tipo di pesca nettarina tipica della valle del Niceto, è molto limitata. Infatti, nel corso del tempo si è assistito ad una costante riduzione della SAU.
La coltura più diffusa, che si concentra nelle zone collinari, è l'olivo nelle varietà Ogliarola messinese e Nocellara messinese. La produzione di olio che ne deriva non viene immessa sul mercato ma è quasi sempre destinata all'autoconsumo da parte degli olivicoltori.
Il settore agrumicolo, anch’esso abbastanza diffuso, è composto da limoni delle varietà Femminello e Interdonato, dall'arancio della varietà Tarocco e dal mandarino le cui produzioni, insieme alle precedenti, vengono prevalentemente inviate alle industrie per la trasformazione in succhi e derivati.
Esigua è la viticoltura, attuata con uve della varietà Nerello mascalese e Nero d’Avola. Da quest'ultimo vitigno si produce il Mamertino DOC.
Dai primi anni 2000 alle tradizionali coltivazioni torresi si sono aggiunte nuove produzioni agricole sperimentali tra le quali il mango e l'asparago.

## Industria e artigianato
I primi stabilimenti industriali torresi nacquero a partire dal 1935 quando un processo di industrializzazione coinvolse progressivamente tutte le attività legate alla realizzazione di laterizi che erano sorte ad inizio secolo. 
In realtà, già nel XVI secolo, nella odierna contrada Maddalena nacque e si sviluppò un nucleo produttivo in cui, grazie al terreno argilloso, si realizzavano laterizi, soprattutto mattoni e tegole.  
L'industria dei laterizi raggiunse la massima espansione negli anni settanta, garantendo un elevato livello occupazionale, per poi contrarsi rapidamente negli anni 2000 con la chiusura di quasi tutti gli opifici. Ciò è stato causato sia dalla diminuzione della domanda di prodotti per l'edilizia sia dall'esaurirsi delle storiche cave di argilla.
Altre iniziative industriali sorsero negli anni cinquanta negli ambiti vinicolo e caseario; quest'ultima in attività fino alla fine degli anni 2000.
Dall'inizio del XXI secolo, con la chiusura delle fabbriche più grandi, il settore secondario torrese è essenzialmente costituito da piccole e medie aziende, operanti principalmente nell’edilizia, nella fabbricazione di prodotti in metallo e nella produzione alimentare. Al 2022 la percentuale di addetti non supera il 25% del totale torrese e il trend è in diminuzione.
I laboratori e gli stabilimenti sono collocati nei due poli produttivi torresi: il primo, di modeste dimensioni, si trova a nord-ovest dell'abitato; il secondo, che comprende anche i vecchi opifici industriali e le cave dismesse di argilla, si estende nel settore centro-orientale del territorio comunale, a cavallo dell'autostrada A20 e della linea ferroviaria.

## Terziario e turismo

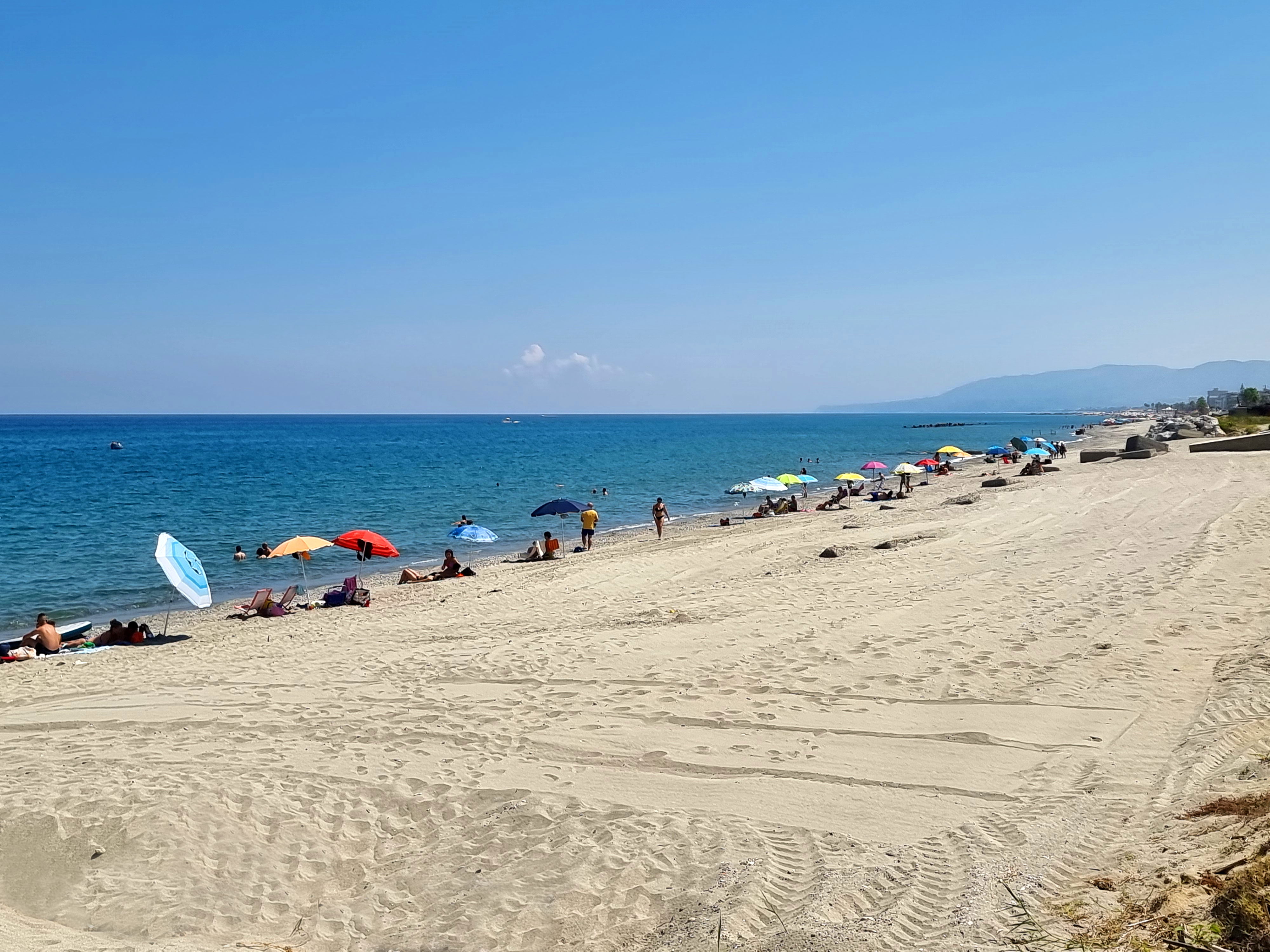
La spiaggia di Torregrotta

Le prime attività legate al commercio storicamente documentate si svilupparono a partire dalla seconda metà del XVI secolo ma fu soltanto a partire dagli anni novanta del secolo scorso che il terziario assunse il ruolo di maggiore settore dell'economia torrese costituendo, nel 2022, oltre il 65% dell'occupazione lavorativa della città. In effetti la crescita demografica stimolò la domanda di maggiori servizi già dagli anni ottanta principalmente delle attività professionali e tecniche, della ristorazione e soprattutto del commercio per il quale fu adottato un nuovo piano di sviluppo.
Nel nuovo millennio il commercio all'ingrosso e al dettaglio ha mantenuto il ruolo di comparto principale mentre il trasporto merci e il magazzinaggio sono in ascesa con un numero di maestranze più che triplicate. Mantengono un andamento favorevole anche le attività legali e contabilità, gli studi tecnici e le attività di ristorazione.
Il settore balneare è vivo e negli ultimi anni ha registrato interesse da parte di cittadini e turisti, per cui dal 2023 Torregrotta è stata inserita nell'elenco dei comuni turistici della Sicilia.